# Asakuchi (Okayama)
Asakuchi (浅口市 Asakuchi-shi?) es una ciudad localizada en la prefectura de Okayama, Japón. En junio de 2019 tenía una población estimada de 33.149 habitantes y una densidad de población de 499 personas por km². Su área total es de 66,46 km².

## Geografía

### Localidades circundantes
- Prefectura de Okayama
  - Kasaoka
  - Kurashiki
  - Satoshō
  - Yakage

## Demografía
Según los datos del censo japonés, esta es la población de Asakuchi en los últimos años.
| Año del censo | Población |
| ------------- | --------- |
| 1995          | 38.595    |
| 2000          | 37.724    |
| 2005          | 37.327    |
| 2010          | 36.114    |
| 2015          | 34.235    |